# Zahoor Khan
Zahoor Khan (* 25. Mai 1989 in Faisalabad, Pakistan) ist ein Cricketspieler aus den Vereinigten Arabischen Emiraten, der seit 2017 für die Nationalmannschaft der Vereinigten Arabischen Emirate spielt.

## Aktive Karriere
Kahn spielte zunächst im nationalen pakistanischen Cricket, unter anderem für Faisalabad in der Quaid-e-Azam Trophy 2009/10. Sein Debüt in der Nationalmannschaft gab er im Januar 2017, als er bei einem heimischen Acht-Nationen-Turnier sein erstes Twenty20 gegen Afghanistan bestritt. Kurz darauf gab er auch sein ODI-Debüt bei einem heimischen Drei-Nationen-Turnier gegen Schottland, wobei er 3 Wickets für 17 Runs erreichte. Im weiteren Turnierverlauf gelangen ihm 3 Wickets für 29 Runs gegen Hongkong. Im März erzielte er gegen Irland mit 6 Wickets für 34 Runs sein erstes Five-for. Bei einem heimischen Drei-Nationen-Turnier gegen Schottland im Januar 2018 erzielte er 3 Wickets für 62 Runs. In der Qualifikation zum ICC World Twenty20 Qualifier 2020 konnte er in der regionalen Gruppe Kuwait (3/57) und Katar (3/55) jeweils drei Wickets erreichen.
Im Januar 2021 gelang ihm in der ODI-Serie gegen Irland 3 Wickets für 35 Runs. Im Sommer wurde er für die Quetta Gladiators in der Pakistan Super League 2021 eingesetzt. In der Vorbereitung zum ICC Men’s T20 World Cup 2021 gelangen ihm 4 Wickets für 29 Runs gegen Namibia. Im Februar 2022 konnte er dann bei einer ODI-Serie im Oman 3 Wickets für 57 Runs erreichen. Nachdem sich die Vereinigten Arabischen Emirate in der Qualifikation für den nächsten T20-World-Cup durchsetzen konnte, gelang Khan im Finale gegen Irland 3 Wickets für 29 Runs. Bei einem darauf folgenden heimischen Drei-Nationen konnte er gegen den Oman ein Mal drei (3/55) und ein Mal 4 Wickets (4/51) und gegen Namibia noch einmal drei Wickets (3/44) erreichen. Im Sommer 2022 gelangen ihm bei einem Drei-Nationen-Turnier in Schottland gegen Gastgeber 4 Wickets für 39 Runs. Seine erste Teilnahme bei einer Weltmeisterschaft hatte er beim ICC Men’s T20 World Cup 2022. Dort konnte er gegen Sri Lanka (2/26) und Namibia (2/20) jeweils zwei Wickets erzielen.